# Ferrutius

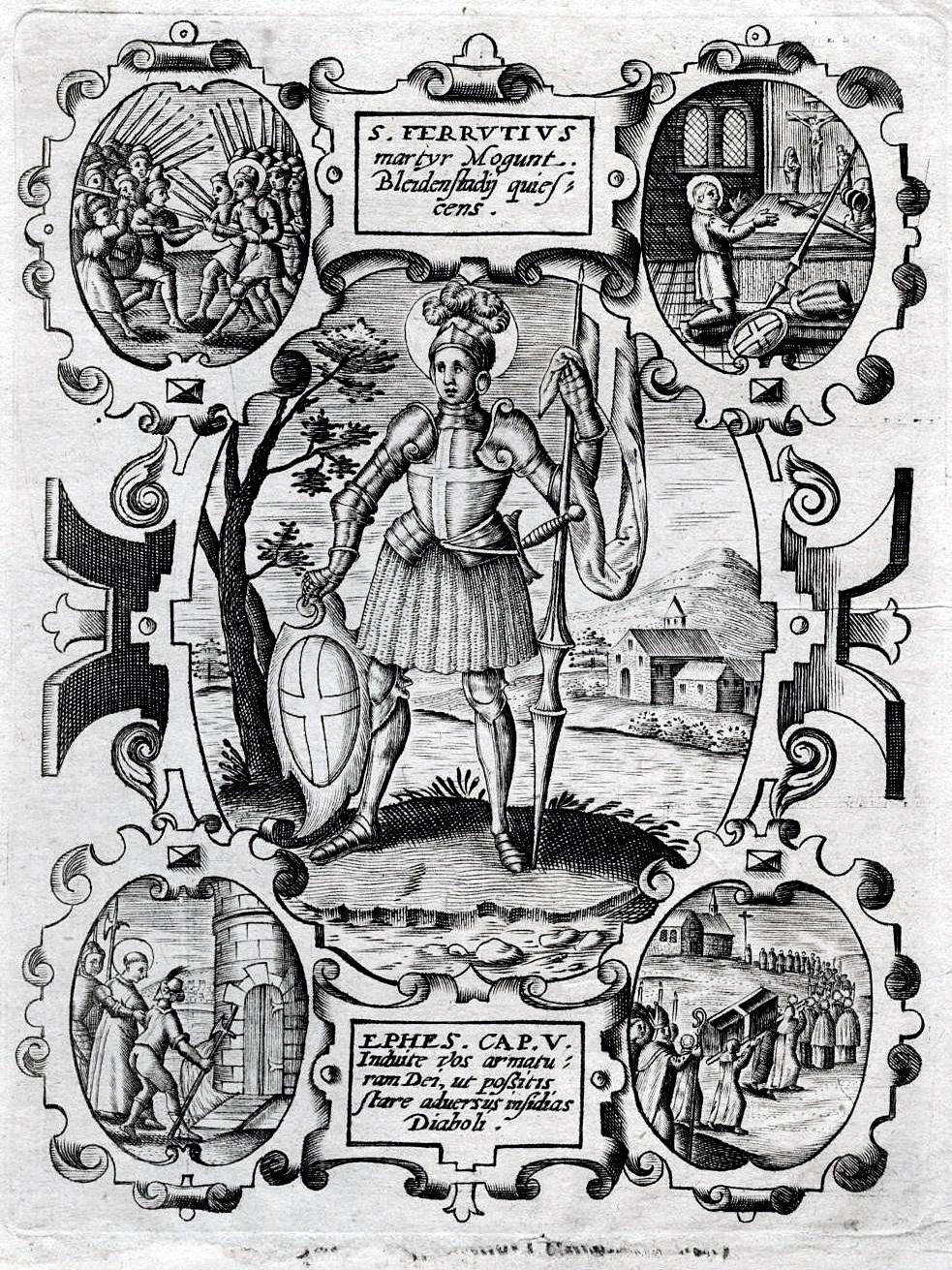
Stich von St. Ferrutius und seiner Vita, um 1700

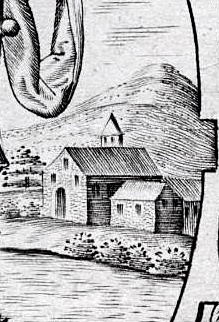
Stiftskirche St. Ferrutius Bleidenstadt. Historische Ansicht von Stich, 17. Jahrhundert

Der heilige Ferrutius (auch Ferruccius; * um 300; † 4. Jahrhundert) war ein römischer Soldat in Mogontiacum, dem heutigen Mainz. Sein Attribut ist der Palmzweig. Sein Gedenktag im Diözesankalender des Bistums Mainz ist der 29. Oktober.

## Leben und Kult
Über sein Leben ist wenig bekannt. Er war um das Jahr 300 während der diokletianischen Reformen und brutalsten Welle der Christenverfolgungen in Mogontiacum, Provinz Germania superior, stationiert.
Ferrutius hatte die Wahl sich für seine militärische Laufbahn zu entscheiden oder diese zu verlassen und zum Christentum zu konvertieren. Er wurde von einem Unbekannten als Christ denunziert und daraufhin in einen Kerker, vermutlich in Castellum (Mainz-Kastel), geworfen, wo er später verhungerte. So wurde er zum Märtyrer. In Kastel befand sich auch seine ursprüngliche Grabstätte. 
Er wurde durch Eugen I. kanonisiert. Seine Gebeine wurden 778 auf Anweisung von Erzbischof Lullus nach Bleidenstadt verbracht und blieben dort bis 1632. Sein Nachfolger Richulf ließ 812 eine prächtige Klosterkirche errichten. Diese Kirche ist heute eine der ältesten östlich des Rheines, wurde allerdings 1632 zerstört und in der Barockzeit, unter Einschluss alter Bausubstanz, neu errichtet.
Während einer erneuten Reliquientranslation im Dreißigjährigen Krieg wurden die Reliquien zu den Jesuiten nach Mainz überführt, um sie vor den Schweden in Sicherheit zu bringen. Die Gebeine gingen jedoch während der Belagerung von Mainz (1793) verloren, als Jesuitenkirche und -noviziat im Bombenhagel der Koalitionstruppen Preußens und Österreichs in der Nacht vom 28. auf den 29. Juni 1793  untergingen.
Meginhard von Fulda verfasste eine Predigt über den heiligen Ferrutius, die jedoch wenig geschichtlich belegt ist. Auch Rabanus Maurus soll ein Epigramm zu Ehren der Verdienste des Heiligen Ferrutius geschrieben haben.